# Cycas inermis
Cycas inermis là một loài thực vật hạt trần trong họ Cycadaceae. Loài này được Lour. mô tả khoa học đầu tiên năm 1790. Đây là một loài cây đặc hữu của miền trung và miền nam Việt Nam.